# Pelon Pelo Rico
El Pelon Pelo Rico es un dulce popular de origen mexicano con sabor a tamarindo elaborado por la marca Lorena de The Hershey Company en el estado de   Jalisco, México. El producto es originario de Guadalajara, Jalisco.
Viene en sabores regular, lima agria, sandía y extrapicante. Los ingredientes incluyen azúcar, agua, glucosa, chile en polvo, ácido cítrico, goma xantana y extracto de tamarindo.
El Pelon Pelo Rico es económico, siendo vendido aproximadamente por cincuenta centavos estadounidenses en tiendas de la esquina y se encuentra comúnmente en tiendas y mercados mexicanos.
Es muy disfrutado en México y los Estados Unidos.

## Cultura popular
En 2005, el piloto de NASCAR México Kevin Harvick condujo un auto de Pelon Pelo Rico en el Telcel-Motorola México 200. Harvick quedó en segundo lugar, perdiendo ante Martin Truex Jr., en la carrera de la Ciudad de México.